# Grevillea aspleniifolia
Grevillea aspleniifolia es un arbusto o pequeño árbol, endémico de Nueva Gales del Sur, Australia.

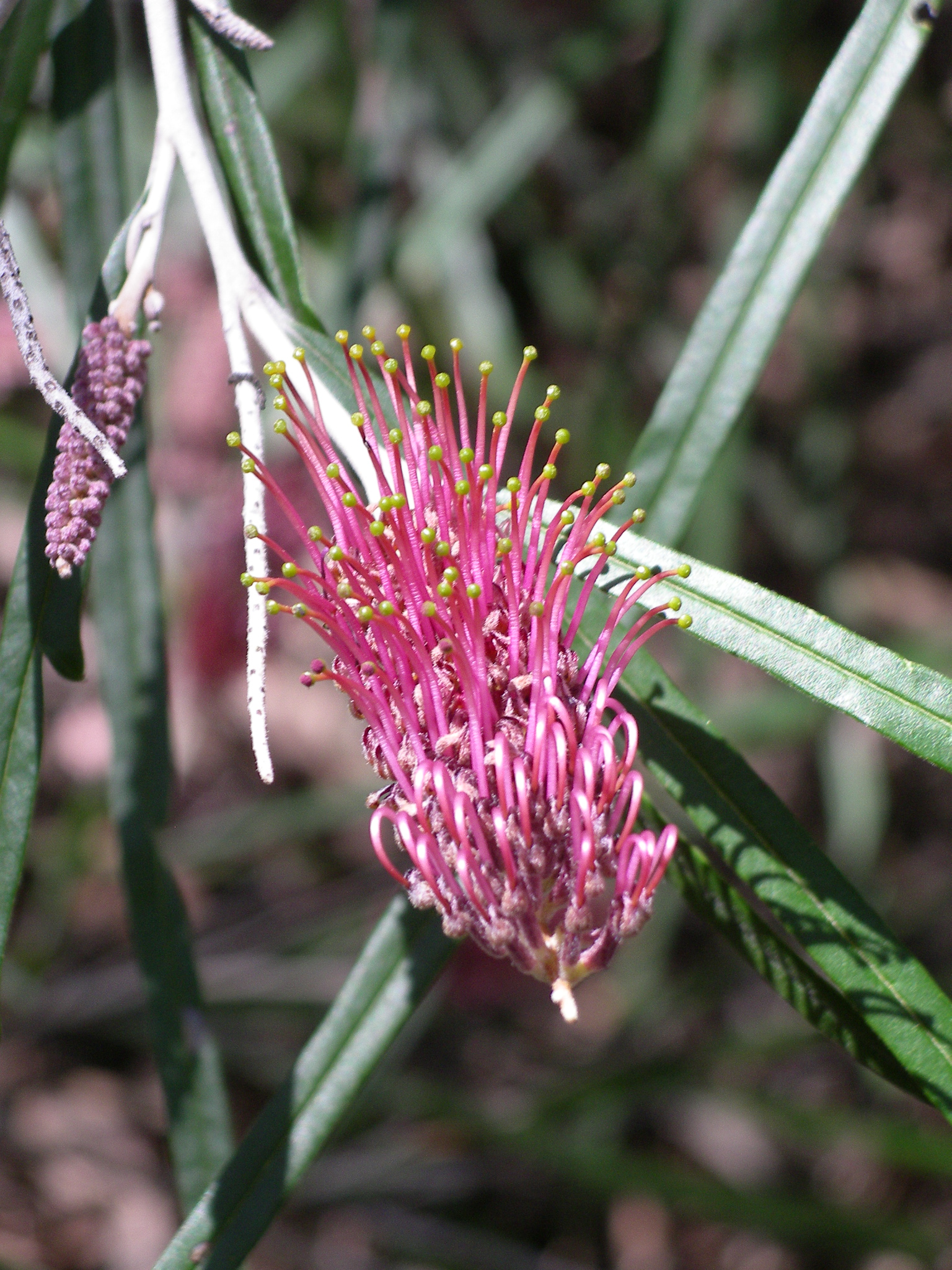
Inflorescencia

## Descripción
Alcanza los 1-5 metros de altura. Las flores, que son una mezcla de colores rojos, se desarrollan en racimos axilares, los típicos "cepillos de dientes" de las especies gravilleas. Sus hojas son particularmente largas y estrechas con los márgenes dentados o enteros.

## Taxonomía
Grevillea aspleniifolia fue descrita por Joseph Knight y publicado en On the cultivation of the plants belonging to the natural order of Proteeae 120. 1809.
Etimología
Grevillea, el nombre del género fue nombrado en honor de Charles Francis Greville, cofundador de la Real Sociedad de Horticultura.
aspleniifolia, epíteto derivado del latín que significa "con las hojas de Asplenium"
Sinonimia
- Grevillea aspleniifolia var. shepherdiana F.Muell.
- Grevillea aspleniifolia var. shepherdii Maiden & Betche	[2]